# Католичка црква у Белорусији
Католичка црква у Белорусији је верска заједница у Белорусији у пуном заједништву с папом, тренутно Фрањом. Рачуна се да је око 1,4 милиона католика у Белорусији - што чини око 15% становништва земље. Црква је подељена у 4 дијецезе од којих је једна надбискупија.

## Историја
Почеци католицизма у Белорусији сежу још до 9. века када долази до првих покрштавања међу Словенима које су вршили браћа Ћирило и Методије, тзв. словенски апостоли. Римокатоличка црква је од самих почетака наилазила на отпор, јер се влада бојала утицаја папинства на католичко пољско краљевство. Петар Велики је тек 1705. године дозволио градњу једне католичке цркве. Католици су током цареве владавине били подвргнути строгој контроли. Пре поделе Пољске само је мали број католика живео у Русији. То се мења 1772. године, када стотине хиљада католика долазе под руску власт.
Током 19. века католицизам је у Русији изложено тешким прогонима, поготово у време владавина Николаја I и Александра II (1825–1881).
21. септембра 2007. године Папа Бенедикт XVI је именовао је Тадеуша Кондрусевича за надбискупа надбискупије Минск-Махиљов.
Апостолски нунциј је од 2011. године Клаудијо Ђеђероти који је на том месту заменио Мартина Видовића.

## Списак бискупија
- Надбискупија Минск-Махиљов – 610.490 верника[1]
- Бискупија Гродно – 591.000 верника[1]
- Бискупија Витебск – 151.000 верника[1]
- Бискупија Пинск – 50.115 верника[1]